# Maëlle Ricker
Maëlle Danica Ricker (North Vancouver, Colúmbia Britânica, 2 de dezembro de 1978) é uma snowboarder canadense. Ricker foi medalhista de ouro do snowboard cross nos Jogos Olímpicos de Inverno de 2010 em Vancouver.